# Hamad bin Khalifa al-Thani
Hamad bin Khalifa Al Thani (tiếng Ả Rập: الشيخ حمد بن خليفة ال ثاني sinh ngày 1 tháng 1 năm 1952) là Emir (tiểu vương) cầm quyền của Nhà nước Qatar kể từ năm 1995. Sheikh Hamad là người nối ngội đương nhiên của Qatar giữa giai đoạn năm 1977 và 1995 và cùng thời kỳ này ông giữ chức bộ trưởng Bộ Quốc phòng. Trong đầu những năm 1980 ông đã lãnh đạo Hội đồng tối cao Kế hoạch, đặt ra những chính sách kinh tế và xã hội cơ bản của Qatar. Bắt đầu từ năm 1992, Hamad đã có một trách nhiệm ngày càng tăng đối với điều hành đất nước hàng ngày, bao gồm cả sự phát triển của dầu mỏ của Qatar và các nguồn tài nguyên khí đốt tự nhiên.
Năm 1995, Thái tử Hamad bin Khalifa Al Thani kế thừa quyền lực từ vua cha. Từ đó, Al Thani áp dụng chính sách "thắt lưng buộc bụng" do nợ nước ngoài quá nhiều, bãi bỏ việc kiểm duyệt báo chí, tiến hành các cuộc cải cách trong đó có cả việc thực hiện cuộc bầu cử dân chủ lần đầu tiên trong lịch sử nước này. Mặc dầu cuộc bầu cử năm 1999 cho 29 thành viên Hội đồng thành phố - chỉ là cuộc bầu cử nhỏ, nhưng nó lại thể hiện một sự thay đổi có ý nghĩa về mặt chính trị: phụ nữ được quyền bỏ phiếu và quyền tranh cử.